# Gwennan Harries
Pour les articles homonymes, voir Harries.
Gwennan Harries (née le 5 janvier 1988 à Bridgend) est une footballeuse internationale galloise.

## Carrière

### Débuts
Née à Bridgend, Harries débute dans l'équipe espoirs du club féminin de Cardiff City à l'âge de 14 ans. Elle se forme doucement dans le club avant de connaitre ses débuts en équipe première. Sélectionnée en moins de 19 ans, elle joue son premier match international chez les A contre la Moldavie en 2005-2006.

### Petite renommé
En 2007, elle est sélectionnée pour représenter la Grande-Bretagne aux Universiade d'été 2007 et à celle de 2009 où elle remporte la médaille de bronze, marquant deux buts lors de cette dernière compétition.

### Everton
En 2009, elle rejoint le club d'Everton et participe avec ce même club à la Ligue des champions féminine de l'UEFA où elle inscrit un but en quart de finale en 2010-2011 contre le FCR 2001 Duisbourg mais Everton se fait éliminer.